# Markaz ad Dilinjāt
Markaz ad Dilinjāt (arabiska: مركز الدلنجات) är en region i Egypten.   Den ligger i guvernementet Beheira, i den norra delen av landet, 110 km nordväst om huvudstaden Kairo.